# الیزا اشنایدر
الیزا اشنایدر (انگلیسی: Eliza Schneider؛ زادهٔ ۳ فوریهٔ ۱۹۷۸) یک نمایش‌نامه‌نویس، خواننده-ترانه‌سرا، هنرپیشه، صدا پیشه، و خواننده اهل ایالات متحده آمریکا است. وی از سال ۱۹۹۲ میلادی تاکنون مشغول فعالیت بوده‌است.

## گزیده از فیلمشناسی
از فیلم‌ها یا برنامه‌های تلویزیونی که وی در آن نقش داشته‌است می‌توان به آثار زیر اشاره کرد.
- کینگدم هارتس ۲ (۲۰۰۶)
- در جستجوی نمو (۲۰۰۳)
- اساسینز کرید ۲ (۲۰۰۹)
- اساسینز کرید: برادری (۲۰۱۰)
- اساسینز کرید: افشاگری‌ها (۲۰۱۱)
- اساسینز کرید ۳ (۲۰۱۲)
- لگو ارباب حلقه‌ها (۲۰۱۲)
- اساسینز کرید ۴: پرچم سیاه (۲۰۱۳)
  - اساسینز کرید: سندیکا (۲۰۱۵)
- لگو انتقام‌جویان مارول (۲۰۱۶)
- پری (بازی ویدئویی ۲۰۱۷) (۲۰۱۷)
- کینگدم هارتس ۳ (۲۰۱۹)